# Zarraga
Zarraga è una municipalità di quarta classe delle Filippine, situata nella Provincia di Iloilo, nella Regione del Visayas Occidentale.
Zarraga è formata da 24 baranggay:
- Balud I
- Balud II
- Balud Lilo-an
- Dawis Centro
- Dawis Norte
- Dawis Sur
- Gines
- Inagdangan Centro
- Inagdangan Norte
- Inagdangan Sur
- Jalaud Norte
- Jalaud Sur

- Libongcogon
- Malunang
- Pajo
- Ilawod Poblacion
- Ilaya Poblacion
- Sambag
- Sigangao
- Talauguis
- Talibong
- Tubigan
- Tuburan
- Tuburan Sulbod